# Dustin Pedroia
Dustin Luis Pedroia (ur. 17 sierpnia 1983) – amerykański baseballista, który występował na pozycji drugobazowego.

## Przebieg kariery
Pedroia studiował na Arizona State University, gdzie w latach 2002–2004 grał w drużynie uniwersyteckiej Arizona State Sun Devils. W 2004 roku został wybrany w drugiej rundzie draftu przez Boston Red Sox i początkowo występował w klubach farmerskich tego zespołu, między innymi w Pawtucket Red Sox. W Major League Baseball zadebiutował 22 sierpnia 2006 w meczu przeciwko Los Angeles Angels of Anaheim, w którym zaliczył pierwsze w karierze uderzenie. W sezonie 2007 został wybrany najlepszym debiutantem. W tym samym roku wystąpił w World Series, w których Red Sox pokonali Colorado Rockies w czterech meczach.
W 2008 wystąpił po raz pierwszy w karierze w Meczu Gwiazd, poza tym zwyciężając w American League między innymi w klasyfikacji pod względem zdobytych runów (118), uderzeń (213) i double'ów (54), a także mając 2. w lidze wskaźnik średniej uderzeń 0,326, został wybrany najbardziej wartościowym zawodnikiem. W sezonie 2009 zdobył najwięcej w lidze runów (129). W lipcu 2013 podpisał nowy, ośmioletni kontrakt wart 110 milionów dolarów. W tym samym roku zagrał we wszystkich meczach World Series, w których Red Sox pokonali St. Louis Cardinals 4–2.
2 maja 2014 w meczu z Oakland Athletics zdobył 100. home runa w MLB. W sezonie 2018 z powodu kontuzji lewego kolana wystąpił jedynie w trzech meczach. 1 lutego 2021 ogłosił zakończenie swojej kariery zawodniczej.

## Nagrody i wyróżnienia
| Nagroda/wyróżnienie         | Lata                   | Źródło      |
| MVP American League         | 2008                   | [ 7 ]       |
| 4× All-Star                 | 2008, 2009, 2010, 2013 | [ 2 ]       |
| AL Rookie of the Year Award | 2007                   | [ 5 ]       |
| 4× Gold Glove Award         | 2008, 2011, 2013, 2014 | [ 2 ]       |
| Silver Slugger Award        | 2008                   | [ 2 ]       |
| 2× zwycięzca w World Series | 2007, 2013             | [ 6 ] [ 9 ] |